# Humpe & Humpe
Humpe & Humpe (auch Humpe • Humpe oder Inga & Anete Humpe) war der Name des gemeinsamen Musikprojektes der deutschen Musiker-Schwestern, Pop-Sängerinnen und Musikproduzentinnen Annette (* 1950) und Inga Humpe (* 1956). 1985 und 1987 veröffentlichte das Duo die Alben Humpe • Humpe und Swimming with Sharks sowie darauf folgend Single-Auskopplungen aus diesen Alben.
Swimming with Sharks war auch der Bandname, unter dem Inga und Anete Humpe versuchten, ihre Karriere auf den angelsächsischen Sprachraum wie die Vereinigten Staaten und das Vereinigte Königreich auszuweiten, da der Name „Humpe“ hierfür wenig geeignet schien; ein merklicher Erfolg stellte sich jedoch in diesen Ländern nicht ein.
Vor und nach dem Projekt Humpe • Humpe gehörte Inga verschiedenen Bands an, u. a. den Neonbabies, DÖF und 2raumwohnung; ebenso Annette, die u. a. bei Ideal aktiv war und Ich + Ich angehört. Sie produzierte Rio Reiser, Heiner Pudelko, Die Prinzen, Lucilectric und Palais Schaumburg.
Beide Alben der Schwestern sowie zwei Singles gelangten in die Charts.

## Diskografie
Alben
- Humpe • Humpe (1985), WEA (Wiederveröffentlicht 2006 als Humpe • Humpe – The Platinum Collection, Warner)
- Swimming with Sharks (1987), WEA (als Inga & Anete Humpe)

Singles und EP
- Geschrien im Schlaf / Yo No Bailo (1985), WEA
- Yama-Ha / Memories (1985), WEA
- 3 of Us / You Didn’t Want Me When You Had Me (1985), WEA
- Humpe • Humpe (7″-EP) mit den Titeln: You Didn’t Want Me When You Had Me / Geschrien im Schlaf / Belle Jar / Can’t Leave the Pool (1986), AMIGA Quartett (DDR)
- Careless Love / Come Closer Now (1987), WEA
- No Longer Friends / Back into Your Heart (1988), WEA

Kompilation
- Careless Love (1996), WEA Compass